# 社会革命党战斗组织
战斗组织（俄语：Боевая Организация）是俄国社会革命党下辖的一个专门负责恐怖活动的内部组织。它是党内具有很大自治权的恐怖组织，中央无权干涉战斗组的一切内部事务。鲍里斯·维克托罗维奇·萨温科夫在回忆录中稱这组织為“恐怖旅”（Terrorist Brigade）。

## 历史
1901年格里高利·格尔舒尼开始组建社会革命党战斗组织。1902年4日，格尔舒尼完成建立并担任其领袖。1904年格尔舒尼被捕，叶夫诺·阿泽夫取而代之，鲍里斯·萨文科夫担任副手。阿泽夫把战斗组的袭击手段从枪械换成炸药。
在组织的中间阶段（1903-1906）年，该小组的成员包括十几名女性和四五十名男性——不少是贵族、荣誉市民、牧师和商人。成员大部分在20-30岁之间；包括19名犹太人和2名波兰人。
1908年萨文科夫代替被发现担任沙俄暗探局双料特务的阿泽夫，但组织很快解散。

## 成员
- 格里高利·格尔舒尼
- 叶夫诺·阿泽夫[4]
- 鲍里斯·维克托罗维奇·萨温科夫
- 米哈伊尔·梅尔尼科夫
- 斯捷潘·巴尔马舍夫
- 托马斯·卡丘拉
- 伊戈尔·萨佐诺夫
- 伊万·卡尔亚也夫
- 西科斯基
- 鲍里山斯基
- 杜勒波夫
- 施韦策
- 卡尔·特劳贝格[4]

## 知名刺杀目标

### 成功
- 1902:

1. 德米特里·西皮阿金（内政部长）
2. 维亚切斯拉夫·冯·普列韦（内政部长）

- 1903：

1. 尼古拉·博格达诺维奇 （乌法省省长）

- 1905：

1. 谢尔盖·亚历山德罗维奇大公（莫斯科总督）
2. 维克多·萨哈罗夫（战争部长）

- 1906:

1. 弗拉基米尔·冯·德·劳尼替斯（圣彼德堡市长）
2. 阿列克谢·伊格纳季耶夫（大臣会议主席）

### 失败
- 尼古拉·克雷格斯
- 费奥多尔·杜巴索夫
- 伊万·米哈伊洛维奇·奥伯伦斯基